# Christoforo Borri
Christoforo Borri (Milano, 1583 – Roma, 24 tháng 5 năm 1632) là một nhà truyền giáo Dòng Tên tại Việt Nam, là một nhà toán học, nhà thiên văn học và nhà hàng hải. Các nguồn tiếng Anh trước đây viết tên ông là Christopher Borrus.

## Thân thế và tại Việt Nam
Christoforo, còn viết là Cristoforo hoặc Christofle, sinh ra trong một gia đình quý tộc tại Milano. Ông còn được gọi là Bruno. Ngày 16 tháng 9 năm 1601, ông gia nhập Dòng Tên. Năm 1616, từ Ma Cao, Borri được gửi đi truyền giáo tại Đàng Trong cùng với linh mục Pedro Marques; hai người đáp thuyền vào năm 1618. Từ Hội An, ông cùng với hai linh mục Francesco Buzomi và Francisco de Pina đến lập cơ sở truyền giáo tại Nước Mặn dưới sự bảo trợ của quan trấn thủ Qui Nhơn Trần Đức Hòa. Ông ở đây tới năm 1622.

## Tại châu Âu
Trở về châu Âu, năm 1631 tại Roma, ông cho xuất bản cuốn sách nổi tiếng bằng tiếng Ý ghi chép về Đàng Trong Relatione della nuova missione delli P.P. della Compagnia di Gesù al Regno della Cocincina (dịch nghĩa: ‘Tường thuật về sứ mạng mới của các cha Dòng Tên tại Vương quốc Đàng Trong’), không lâu sau được dịch ra tiếng Pháp, tiếng Hà Lan, tiếng Latinh, tiếng Đức và tiếng Anh.